# Doddabetta
Doddabetta (em malaiala:  ദൊഡ്ഡബെട്ട) é a montanha mais alta dos Montes Nilgiri, no estado de Tamil Nadu, Índia. Faz parte da longa cordilheira dos Gates Ocidentais.
Está localizado em 11°24'N 76°44'E, e tem uma altitude de 2637 metros, sendo a quarta montanha mais alta do sul da Índia.

## Flora
A área que circunda o Doddabetta é formada sobretudo por bosques. As sholas cobrem os vazios que formam as árvores nas encostas. São comuns os rododendros ligeiramente atrofiados, nos espessos pastos, arbustos subalpinos e ervas com flores, incluindo as regiões perto do cume.

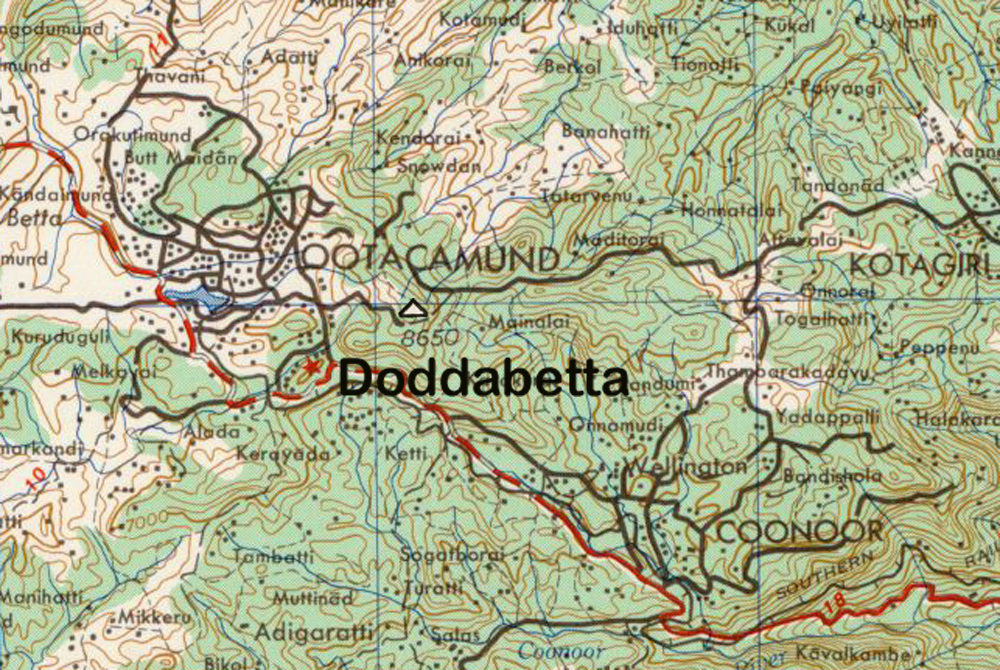
Mapa detalhado da área circundante

## Telescópio
Há um observatório na parte superior de Doddabetta com dois telescópios disponíveis para o público. Foi inaugurado em 18 de junho de 1983 e é dirigido pela Tamil Nadu Tourism Development Corporation (TTDC). O número médio de visitantes em 2001-2002 foi de 3500 por dia na temporada alta e 700 por dia na temporada baixa.